# Liga Premier de Baloncesto
La Liga Premier de Baloncesto (LPB) fue una liga de baloncesto de México. Estuvo conformada hasta la temporada 2016 por 6 equipos del estado de Chihuahua. 

## Historia
La LPB surge por la necesidad de tener una liga diferente a la Liga de Básquetbol Estatal de Chihuahua, y cuenta con el apoyo de la Liga Nacional de Baloncesto Profesional, FIBA Américas y la ADEMEBA.

## Equipos Temporada 2016
| Liga Premier de Baloncesto 2016 |                          |
| Equipo                          | Sede                     |
| Cuauhtémoc Basquetbol           | Cuauhtémoc, Chihuahua    |
| Dorados de Chihuahua            | Chihuahua, Chihuahua     |
| Indios de Ciudad Juárez         | Ciudad Juárez, Chihuahua |
| Nueceros de Camargo             | Camargo, Chihuahua       |
| Pioneros de Delicias            | Delicias, Chihuahua      |
| Vaqueros de Saucillo            | Saucillo, Chihuahua      |

## Tabla de Campeones
| Temporada | Campeón                          | Subcampeón              |
| --------- | -------------------------------- | ----------------------- |
| 2015      | Manzaneros Premier de Cuauhtémoc | Indios de Ciudad Juárez |
| 2016      | Pioneros de Delicias             | Vaqueros de Saucillo    |